# Euproctis beato
Euproctis beato är en fjärilsart som beskrevs av Felix Bryk 1935. Euproctis beato ingår i släktet Euproctis och familjen tofsspinnare. Inga underarter finns listade i Catalogue of Life.